# FC Senec
 FC Senec – słowacki pierwszoligowy klub piłkarski z siedzibą w mieście Senec.
FC Senec został założony w 1994 roku. Był zdobywcą Pucharu Słowacji i Superpucharu Słowacji w roku 2002.

## Europejskie puchary
Legenda do wszystkich tabel:
- Q – runda eliminacyjna, 1/16, 1/8, 1/4, 1/2 – odpowiednia faza rozgrywek, Grupa – runda grupowa, 1r gr – pierwsza runda grupowa, 2r gr – druga runda grupowa, F – finał, R – runda, PO – play-off
- k. – rzuty karne, los. – losowanie, Dogr. – dogrywka, w. – zasada bramek strzelonych na wyjeździe

| Sezon   | Rozgrywki   | Runda | Przeciwnik    | Dom | Wyjazd | Ogólnie |
| ------- | ----------- | ----- | ------------- | --- | ------ | ------- |
| 2002/03 | Puchar UEFA | Q     | Široki Brijeg | 1–2 | 0–3    | 1–5     |